# جونگ جین یونگ (بازیگر)
جونگ جین یونگ (کره‌ای: 정진영؛ زادهٔ ۱۹ نوامبر ۱۹۶۴) بازیگر اهل کره جنوبی است. او در فیلم‌های های دارما، بانت و پرونده قتل ایته‌وون ایفای نقش کرده است. جونگ به خاطر همکاری ادامه دارش با کارگردان لی جون ایک در فیلم‌های روزی روزگاری در یک بتلفیلد، بتلفیلد هیروز، زندگی شاد، سانی و پادشاه و دلقک (در نقش پادشاه یونسان) شناخته می‌شود. جونگ همچنین در مجموعه‌های تلویزیونی سرزمین بادها، افسانه دونگ‌یی، بیمارستان چونا و باران عشق ایفای نقش کرده است.

## فیلم‌شناسی

### فیلم

#### به عنوان بازیگر
| سال  | عنوان                             | نقش                     | توضیحات/منابع               |
| ---- | --------------------------------- | ----------------------- | --------------------------- |
| ۱۹۹۲ | بازکردن دروازه‌های مدرسه           |                         |                             |
| ۱۹۹۴ | 로자를 위하여                     |                         | فیلم کوتاه                  |
| ۱۹۹۵ | تروریسم                           |                         |                             |
| ۱۹۹۷ | ماهی سبز                          | سومین برادر             | همچنین دستیار کارگردان      |
| ۱۹۹۷ | پارتنر                            |                         |                             |
| ۱۹۹۸ | یک عهد                            | اوم گی تاک              |                             |
| ۱۹۹۹ | رینگ ویروس                        | چوی یول                 |                             |
| ۲۰۰۰ | بیچونمو                           |                         |                             |
| ۲۰۰۱ | جام جهانی زندان                   |                         |                             |
| ۲۰۰۱ | تفنگ‌ها و گفت و گو                 |                         |                             |
| ۲۰۰۱ | های دارما                         | چونگ میونگ              | [ ۱۳ ]                      |
| ۲۰۰۳ | وایلد کارد                        | اوه یونگ دال            |                             |
| ۲۰۰۳ | روزی روزگاری در یک بتلفیلد        |                         | [ ۱۴ ]                      |
| ۲۰۰۴ | های دارما ۲: مقابله نهایی در سئول | راهب جونگ میونگ         |                             |
| ۲۰۰۴ | چول سو و یونگ هی                  | معلم                    | حضور افتخاری                |
| ۲۰۰۵ | پادشاه و دلقک                     | پادشاه یونسان           | [ ۱۵ ] [ ۱۶ ] [ ۱۷ ] [ ۱۸ ] |
| ۲۰۰۶ | لاو فوبیا                         | دکتر چو                 | حضور افتخاری                |
| ۲۰۰۶ | اگر جای من بودی ۳                 |                         | «یک زندگی زودگذر»           |
| ۲۰۰۷ | بانت                              | هو جین گیو              | [ ۱۳ ]                      |
| ۲۰۰۷ | برای قلب‌های ابدی                  | پروفسور سویونگ          | حضور افتخاری                |
| ۲۰۰۷ | زندگی شاد                         |                         | [ ۱۴ ]                      |
| ۲۰۰۸ | سانی                              | کیم جونگ مان            | [ ۱۹ ]                      |
| ۲۰۰۹ | پرونده قتل ایته‌وون                | دادستان پارک            |                             |
| ۲۰۱۱ | بتلفیلد هیروز                     | کیم یو شین              | [ ۱۴ ]                      |
| ۲۰۱۱ | اس. آی.یو.                        | رئیس پلیس هوانگ دو سو   |                             |
| ۲۰۱۲ | عشق ۹۱۱                           | کارآگاه اوه             | حضور افتخاری                |
| ۲۰۱۳ | معجزه در سلول شماره ۷             | جانگ مین هوان           | حضور ویژه                   |
| ۲۰۱۴ | عهد دیگر                          | قاضی                    |                             |
| ۲۰۱۴ | حقیقت تلخیص شده                   | رئیس پارک               |                             |
| ۲۰۱۴ | قصیده‌ای برای پدرم                 | پدر دوک سو              |                             |
| ۲۰۱۵ | گانگنام بلوز                      | گیل سو                  |                             |
| ۲۰۱۵ | زمان خائن                         | رئیس کانگ               |                             |
| ۲۰۱۶ | پاندورا                           | پیونگ سوک               |                             |
| ۲۰۱۶ | پدربزرگ                           | کیم یانگ دون            |                             |
| ۲۰۱۷ | دوربین کلر                        | سو وان سو               |                             |
| ۲۰۱۷ | راننده تاکسی                      | خبرنگار لی              | حضور ویژه                   |
| ۲۰۱۷ | مرد اراده                         | گو جین سا               |                             |
| ۲۰۱۷ | کلاهبرداران                       | هوانگ یو سوک            | حضور ویژه                   |
| ۲۰۱۸ | هونگ‌بو: انقلابی                   | جو هانگ ری              |                             |
| ۲۰۱۸ | علف                               | کیونگ سو                |                             |
| ۲۰۱۸ | قصیده غاز                         | صاحب مسافرخانه          |                             |
| ۲۰۱۹ | سواها: انگشت ششم                  | رئیس هوانگ              |                             |
| ۲۰۲۱ | کتاب ماهی                         | پادشاه جونگ‌جو           | حضور افتخاری                |
| ۲۰۲۱ | یک پایان سال رنگارنگ              | سانگ کیو (دربان در هتل) | [ ۲۰ ]                      |

#### به عنوان کارگردان
| سال  | عنوان     | اعتبار                       | منابع |
| ---- | --------- | ---------------------------- | ----- |
| ۲۰۲۰ | من و خودم | کارگردان، نویسنده، تهیه‌کننده |       |

### مجموعه تلویزیونی
| سال       | عنوان                  | نقش                  | توضیحات/منابع             |
| --------- | ---------------------- | -------------------- | ------------------------- |
| ۲۰۰۷      | ضربه عالی توقف‌ناپذیر   | خودش                 | حضور افتخاری (قسمت ۱۰۸)   |
| ۲۰۰۸      | سرزمین بادها           | پادشاه یوری          | [ ۲۱ ] [ ۲۲ ]             |
| ۲۰۱۰      | افسانه دونگ‌یی          | سو یونگ گی           | [ ۲۱ ] [ ۲۲ ]             |
| ۲۰۱۱      | عبور از پل یِنگ‌دو       | بک ایک دوک           |                           |
| ۲۰۱۱–۲۰۱۲ | بیمارستان چونا         | کیم سانگ چول         | [ ۲۳ ]                    |
| ۲۰۱۲      | باران عشق              | سو اینها             |                           |
| ۲۰۱۲–۲۰۱۳ | جون وو چی              | معلم جون وو چی       | حضور افتخاری (قسمت ۱ و ۶) |
| ۲۰۱۴      | چشمهای فرشته           | یون جه بوم           |                           |
| ۲۰۱۵–۲۰۱۶ | وسوسه فریبنده          | کانگ سوک هیون        |                           |
| ۲۰۱۸      | پیش‌طرح                 | جانگ ته جون          |                           |
| ۲۰۱۹      | رئیس ستاد              | لی سونگ مین          |                           |
| ۲۰۲۰      | خانواده غریبه من       | کیم سانگ شیک         |                           |
| ۲۰۲۱–۲۰۲۲ | بولگاسال: ارواح جاودان | دان گوک/ کوان هو یول | [ ۲۴ ]                    |
| ۲۰۲۴      | ملکهٔ اشک               | هونگ بوم جون         | [ ۲۵ ]                    |

### مجموعه اینترنتی
| سال  | عنوان                   | نقش         | توضیحات | منابع         |
| ---- | ----------------------- | ----------- | ------- | ------------- |
| ۲۰۲۲ | آن‌سو                    | دکتر کی     |         | [ ۲۶ ]        |
| ۲۰۲۲ | با اجازه از محضر دادگاه | جانگ کی دو  |         | [ ۲۷ ] [ ۲۸ ] |
| ۲۰۲۳ | کارآگاه سایه            | کی دو هیونگ | فصل ۲   | [ ۲۹ ]        |
| ۲۰۲۴ | ال‌تی‌ان‌اس                | بک هو       |         | [ ۳۰ ]        |

### برنامه تلویزیونی
| سال       | عنوان                       | نقش       | توضیحات   |
| --------- | --------------------------- | --------- | --------- |
| ۲۰۰۲–۲۰۰۶ | سوالات بی پاسخ              | خودش/مجری | مجری اصلی |
| ۲۰۱۱      | مستند ویژه ام‌بی‌سی           | خودش/راوی | راوی      |
| ۲۰۱۱      | چالشگر بقای انسان در هاوایی | خودش/مجری | مجری اصلی |
| ۲۰۱۱      | من یک خواننده هستم ۲        | خودش/مجری | مجری اصلی |

## جوایز و نامزدی‌ها
| سال  | مراسم جوایز                                  | دسته                                                    | نامزد / اثر    | نتیجه    | منابع         |
| ---- | -------------------------------------------- | ------------------------------------------------------- | -------------- | -------- | ------------- |
| ۱۹۹۸ | نوزدهمین جوایز فیلم اژدهای آبی               | بهترین بازیگر نقش مکمل مرد                              | یک عهد         | برنده    |               |
| ۱۹۹۹ | سی و ششمین جوایز ناقوس بزرگ                  | بهترین بازیگر نقش مکمل مرد                              | یک عهد         | برنده    |               |
| ۲۰۰۸ | سی و یکمین جوایز گلدن سینماتوگرافی           | محبوب‌ترین بازیگر مرد                                    | سانی           | برنده    |               |
| ۲۰۰۸ | جوایز درامای کی‌بی‌اس                          | بازیگر برتر مرد در یک مینی‌سریال                         | سرزمین بادها   | برنده    |               |
| ۲۰۱۱ | سی و سومین جوایز گلدن سینماتوگرافی           | بهترین بازیگر نقش اول مرد                               | بتلفیلد هیروز  | برنده    |               |
| ۲۰۱۱ | جوایز درامای کی‌بی‌اس                          | بازیگر برتر مرد در یک مینی‌سریال                         | بیمارستان چونا | برنده    |               |
| ۲۰۱۵ | جوایز درامای ام‌بی‌سی                          | بهترین بازیگر نقش اول مرد                               | وسوسه فریبنده  | برنده    |               |
| ۲۰۲۰ | بیست و چهارمین جشنواره بین‌المللی فیلم فنتیژا | Special Jury Mention in New Flesh Award for Debut Films | من و خودم      | برنده    | [ ۳۱ ]        |
| ۲۰۲۰ | بیست و یکمین جوایز منتقدان فیلم بوسان        | بهترین کارگردان تازه‌کار                                 | من و خودم      | برنده    | [ ۳۲ ]        |
| ۲۰۲۰ | جوایز سینه ۲۱                                | بهترین کارگردان                                         | من و خودم      | برنده    | [ ۳۳ ]        |
| ۲۰۲۱ | چهل و یکمین جوایز فیلم اژدهای آبی            | بهترین کارگردان تازه‌کار                                 | من و خودم      | نامزدشده | [ ۳۴ ]        |
| ۲۰۲۱ | هشتمین جوایز فیلم گل وحشی                    | بهترین کارگردان تازه‌کار                                 | من و خودم      | برنده    | [ ۳۵ ] [ ۳۶ ] |
| ۲۰۲۱ | بیست و ششمین جوایز هنری فیلم چونسا           | بهترین کارگردان تازه‌کار                                 | من و خودم      | نامزدشده | [ ۳۷ ]        |